# Solpanel

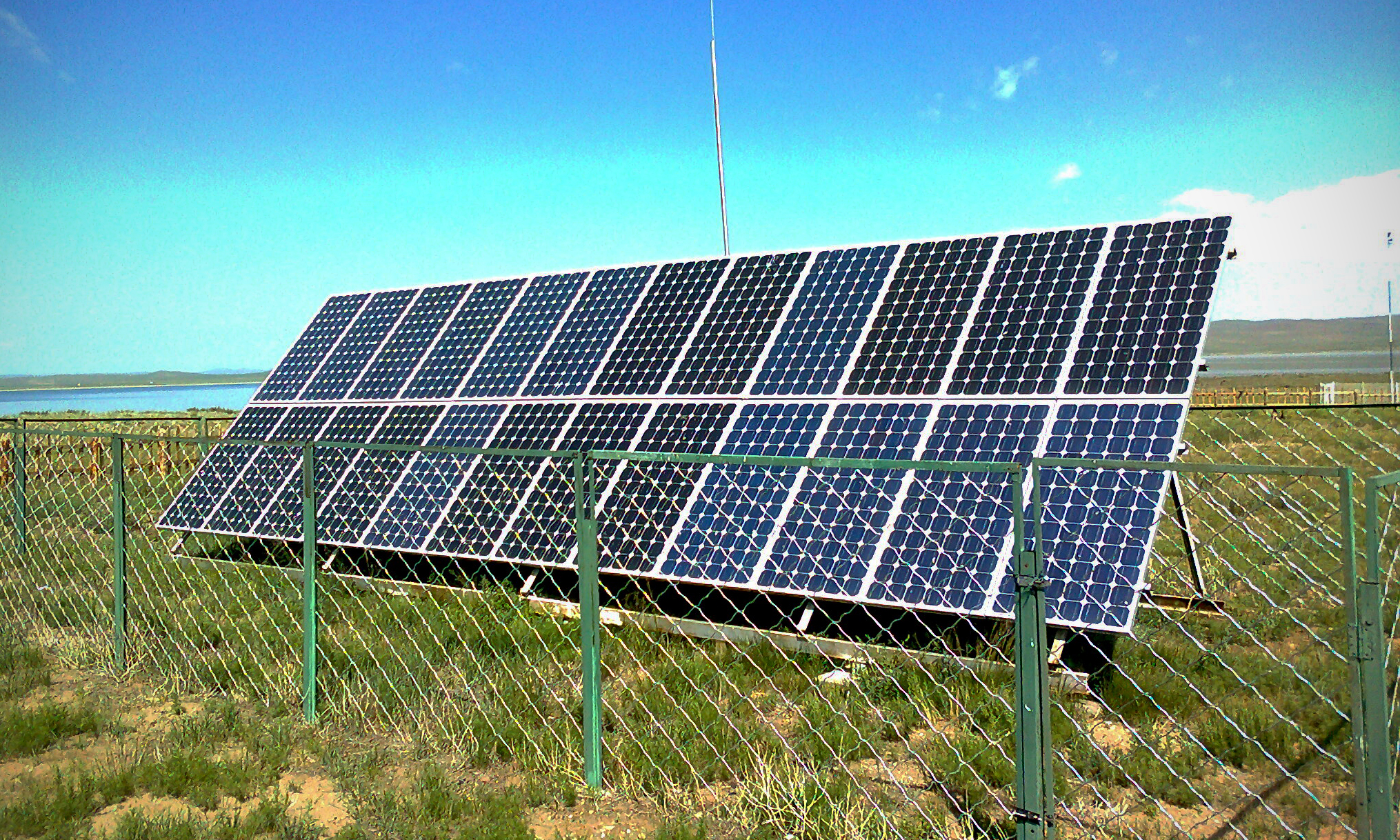
Solpanelsinstallation i Mongoliet.

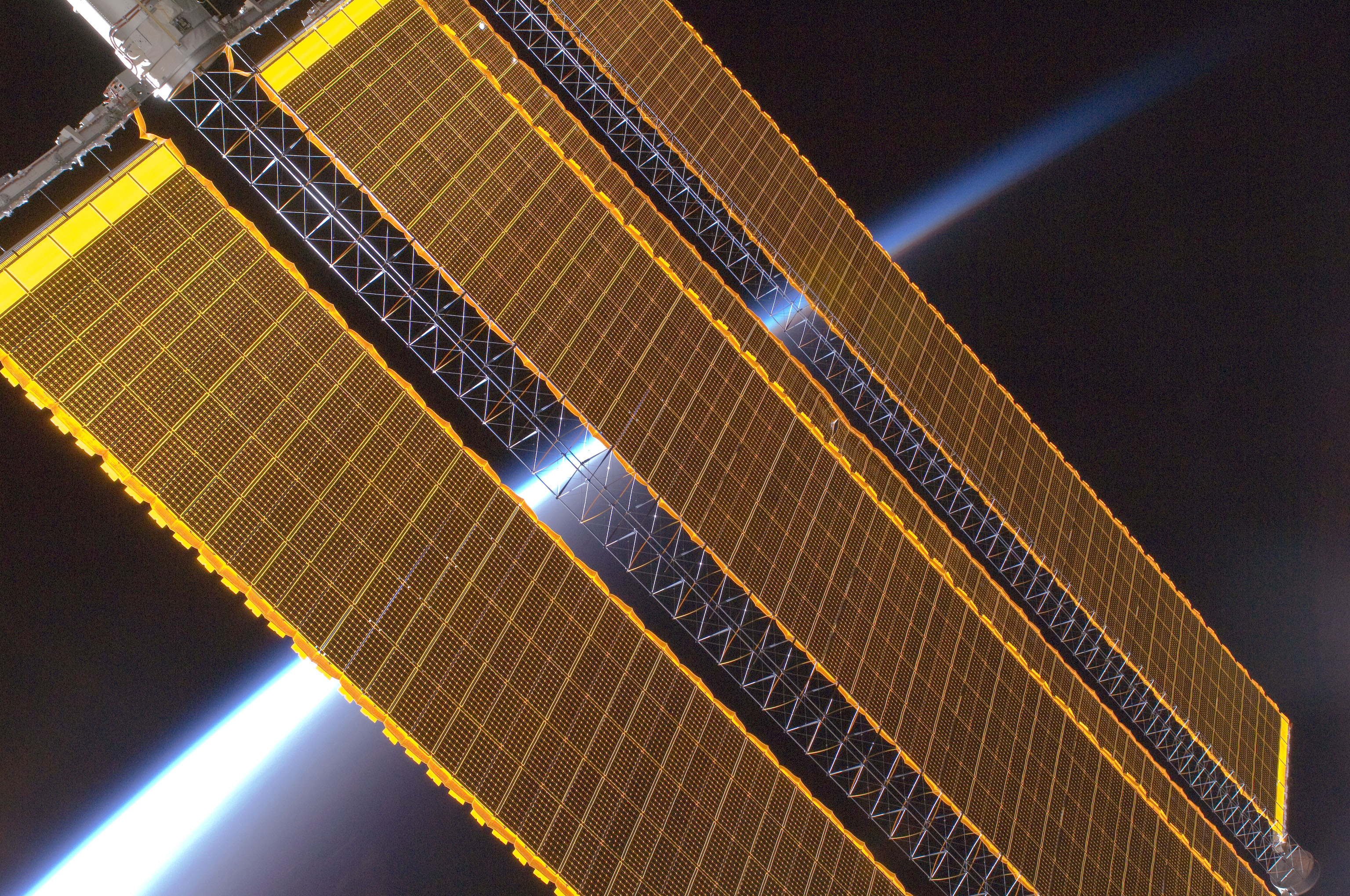
En solcellspanel på Internationella rymdstationen.

En solpanel är en samling solceller sammankopplade för att uppnå högre spänning eller strömstyrka. Den vanligaste konfigurationen för sådana sammankopplingar är i ett ramverk, således utgörande en panel. För att montera solpaneler på tak behövs takfästen och fästen för stringkablarna. Stringkablarna dras ofta igenom taket med en takgenomföring.
En solpanel levererar likström och kan användas för att ladda uppladdningsbara batterier via en laddningsregulator. Om solpanelen ska leverera ström till det vanliga elnätet måste detta ske via en växelriktare som omvandlar likström till växelström.

## Största tillverkarna
De tio största solpanelstillverkarna (2009) är:
- 1.First Solar
- 2.Suntech
- 3.Sharp
- 4.Yingli
- 5.Trina Solar
- 6.Sunpower Corporation
- 7.Kyocera Corporation
- 8.Canadian Solar
- 9.SolarWorld AG
- 10..Sanyo Electric

För stora installationer, se solcell#Solcellsparker.